# Dolichiscus spinosetosus
Dolichiscus spinosetosus is een pissebed uit de familie Austrarcturellidae. De wetenschappelijke naam van de soort is voor het eerst geldig gepubliceerd in 1999 door Brandt.